# ستيف غامون
ستيف غامون (بالإنجليزية: Steve Gammon)‏ هو لاعب كرة قدم ومدرب كرة قدم بريطاني في مركز الوسط، ولد في 24 سبتمبر 1939 في سوانزي في المملكة المتحدة. لعب مع كارديف سيتي ونادي كيترينغ تاون.